# Oxiclorur de fòsfor
El oxiclorur de fòsfor o clorur de fosforil (en anglès: phosphoryl chloride o phosphorus oxychloride) és un líquid incolor amb la fórmula POCl₃. Amb el seu punt de congelació a 1 °C i el d'ebullició a 106 °C, el rang de líquid és molt similar al de l'aigua. S'hidrolitza en l'aire humit alliberant àcid fosfòric i clorur d'hidrogen. A gran escala es fabrica a partir del triclorur de fòsfor i oxigen o pentaòxid de fòsfor. Principalment, es fa servir per fer èsters fosfats com el fosfat de tricresil.
La seva estructura és en tetraedre.
85%

## Propietats químiques
El POCl₃ reacciona amb aigua i alcohols per donar clorur d'hidrogen i àcid fosfòric o clorur d'hidrogen i èster fosfats, respectivament:
O=PCl₃ + 3 H₂O → O=P(OH)₃ + 3 HCl
O=PCl₃ + 3 ROH → O=P(OR)₃ + 3 HCl